# Afrika Gumbe
Afrika Gumbe é um grupo musical formado por Marcelo Lobato, Marcos Lobato, Pedro Leão, Fô Ventura e Seu Humberto.
Pelos idos da década de 80, jovens estudantes africanos, em sua maioria da Guine Bissau encontravam-se na Lapa, no segundo andar de um restaurante, o D’Africa, para tocar e matar as saudades. Foi ali que Marcelo Lobato, a convite do panamenho Cheo, se juntou a banda e a coisa foi tomando figura.
O interesse crescente pela música tradicional e moderna africana passou a não se restringir apenas aos países de colonização portuguesa. A essa haltura Marcos Lobato e Pedro Leao já haviam ingressado na banda e os africanos seguiram seus caminhos de estudos.
Dai surgiu o Afrika Gumbe. N’Gumbe, ritmo e dança da Guiné Bissau. Aconselhados por Adu Obalogun ( Seu Humberto ), percussionista e pesquisador da cultura africana, os irmãos Lobato tiveram aulas de ioruba com o nigeriano Edward com o dinheiro obtido na venda de uma Caravan velha azul piscina. A gravadora Eldorado se interessou pelo trabalho e eles lançaram seu primeiro disco em 89. Em 91 saiu em CD. Fizeram vários shows pelo circuito carioca.
O trabalho seguiu até 92 quando Marcelo Lobato ingressou na banda O Rappa e cada um seguiu seu curso. Mesmo assim, a banda continuou compondo e registrando as ideias. Ao longo dos anos lançaram um segundo álbum de músicas inéditas. 
”Meu Refrão Inquieto” tem 12 musicas em português. A maioria das letras são de Marcos Lobato e composições de Marcelo Lobato, com exceção de Sinais do Vento, de Pedro Leão. É um trabalho denso com uma variedade de timbres e polirritmias. Às vezes progressivo, misterioso e tecnológico.

## Discografia
- Afrika Gumbe
- Meu refrão inquieto